# Гатна вулиця
Га́тна ву́лиця — вулиця в Голосіївському районі міста Києва, місцевість Деміївка. Пролягає від Криворізької вулиці до вулиць Михайла Стельмаха та Козацької.
Прилучається Хотівська вулиця.

## Історія
Вулиця виникла у 40-х роках XX століття під назвою 452-а Нова. Сучасна назва — з 1944 року.